# Teatro Marrucino
Il Teatro Marrucino è un teatro della città di Chieti. Dall'agosto 2001 è stato riconosciuto Teatro Lirico d'Abruzzo (L.R. n.40 2000) e, nel 2003, Teatro di Tradizione. Fa quindi parte dei 62 teatri dell'Opera e dei 29 teatri di tradizione italiani.

## Storia
Il teatro fu edificato su decisione del Decurionato di Chieti per sopperire alla scarsità di posti a sedere presenti nel Teatro Vecchio, il precedente teatro principale della città, risalente alla seconda metà del XVIII secolo. I lavori ebbero inizio nel marzo 1813: il progetto curato dall'architetto Eugenio Michitelli prevedeva la realizzazione di un nuovo edificio sul suolo occupato in precedenza dalla chiesa di Sant'Ignazio, facente parte del complesso dell'ex collegio dei Gesuiti, e già sconsacrata. Nel 1817 si conclusero i lavori, e la cerimonia di apertura, tenutasi l'11 gennaio 1818, precedette di alcuni giorni lo spettacolo inaugurale, che fu La Cenerentola di Gioachino Rossini. Originariamente il teatro fu dedicato a San Ferdinando, in onore al re Ferdinando I delle Due Sicilie, ma fu poi rinominato nel giugno 1861, dopo l'unità d'Italia, in onore della popolazione dei Marrucini, originaria dell'Abruzzo preromano.
Nel 1872, l'ingegnere Luigi Daretti ebbe l'incarico dal Comune di curare un ampliamento del teatro: furono così aggiunti un loggione e la scala d'accesso alla balconata. Inoltre la platea fu ristrutturata dagli architetti Giovanni Vecchi ed Enrico Santuccione ed assunse una forma semicircolare. Nel 1874 iniziarono altri lavori di miglioramento estetico del teatro; nel soffitto della sala fu inserito un rosone ligneo diviso in otto settori, ciascuno dei quali decorato con dipinti allegorici di figure femminili che simboleggiano le arti teatrali e musicali. Sono inoltre presenti i ritratti di Carlo Goldoni, Giovanni Battista Pergolesi, William Shakespeare, Johann Wolfgang von Goethe, Giovanni Paisiello, Vittorio Alfieri, Gioachino Rossini e Giuseppe Verdi che fanno da corona al lampadario centrale, di grandi dimensioni ed in vetro di Murano, che era stato donato dal re Vittorio Emanuele II come ringraziamento per l'accoglienza ricevuta nella sua entrata in città il 18 ottobre 1860. Nel 1875 venne aggiunto un sipario dipinto dal pittore napoletano Giovanni Ponticelli che ritrae un episodio della vita di Gaio Asinio Pollione, console romano nel 40 a.C. e originario di Teate, l'antica Chieti.
Nel corso degli anni il Teatro Marrucino ha ospitato rappresentazioni teatrali e musicali di artisti prestigiosi, tra cui Eleonora Duse, Emma ed Irma Gramatica, Cesco Baseggio e Nanda Primavera. Nel 1904, inoltre, vi si tenne, con la presenza dell'autore, la prima rappresentazione abruzzese della tragedia La figlia di Iorio, di Gabriele D'Annunzio, che donò al teatro il manoscritto originale contenente il copione dell'opera.
A partire dagli anni della Seconda guerra mondiale il teatro vide un periodo di declino che culminò con la chiusura negli anni cinquanta. Nel 1972, tuttavia, il teatro, completamente restaurato, fu riaperto; il primo spettacolo fu nuovamente l'ouverture Cenerentola di Rossini eseguita dall'orchestra dell'Accademia Nazionale di Santa Cecilia in Roma cui seguì un trittico lirico, Madama Butterfly di Puccini, Lucia di Lammermoor di Donizetti  e Il barbiere di Siviglia di Rossini, opere interpretate da artisti del calibro di Virginia Zeani, Anna Moffo e Nicola Rossi-Lemeni. 

Gli ultimi interventi negli anni duemila hanno, tra la altre cose, migliorato l'accessibilità e la fruizione per i diversamente abili, l'acustica con eliminazione delle moquette sostituita con legno, e impiantato sistemi di videolibretti nei posti di platea.

## Eventi e rappresentazioni
Tra i Direttori d'orchestra più celebri dell'800 che hanno diretto al Teatro Marrucino, si annovera il M° Antonino Palminteri, presente sul podio nel maggio del 1901, portando in scena l'opera Tosca, di Giacomo Puccini. Gli esiti delle rappresentazioni furono eccellenti e apprezzatissimi.

## Galleria d'immagini

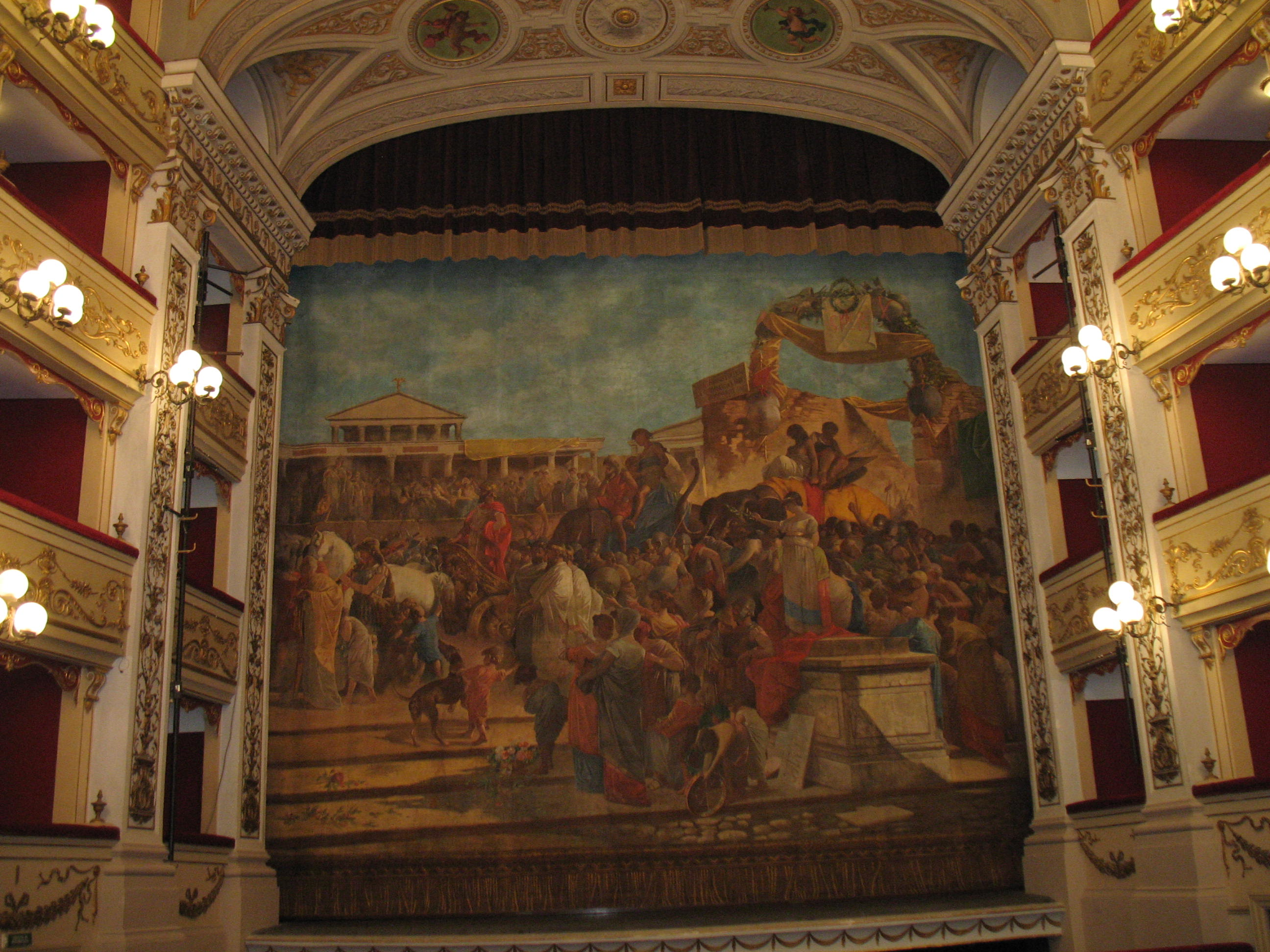
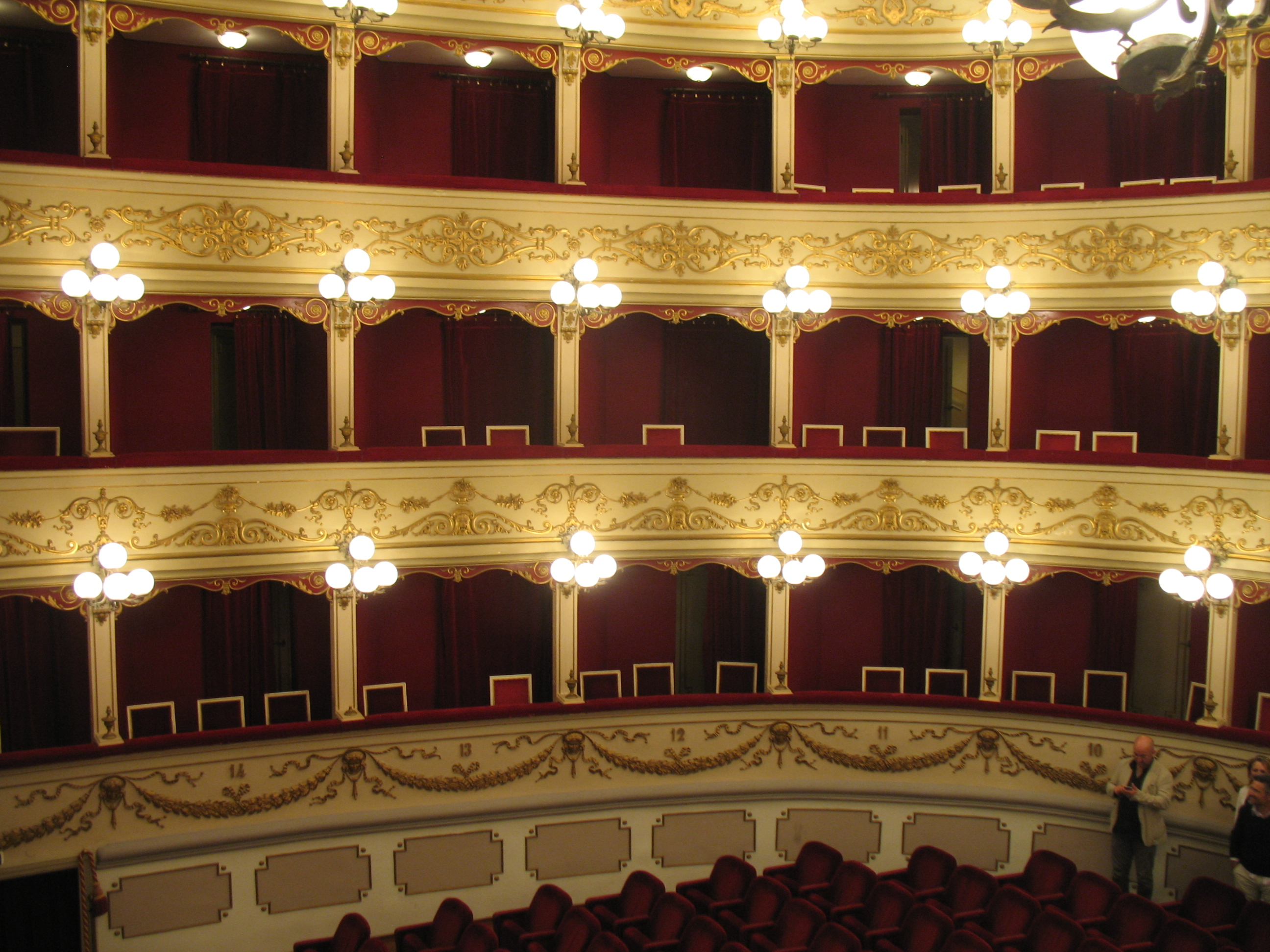
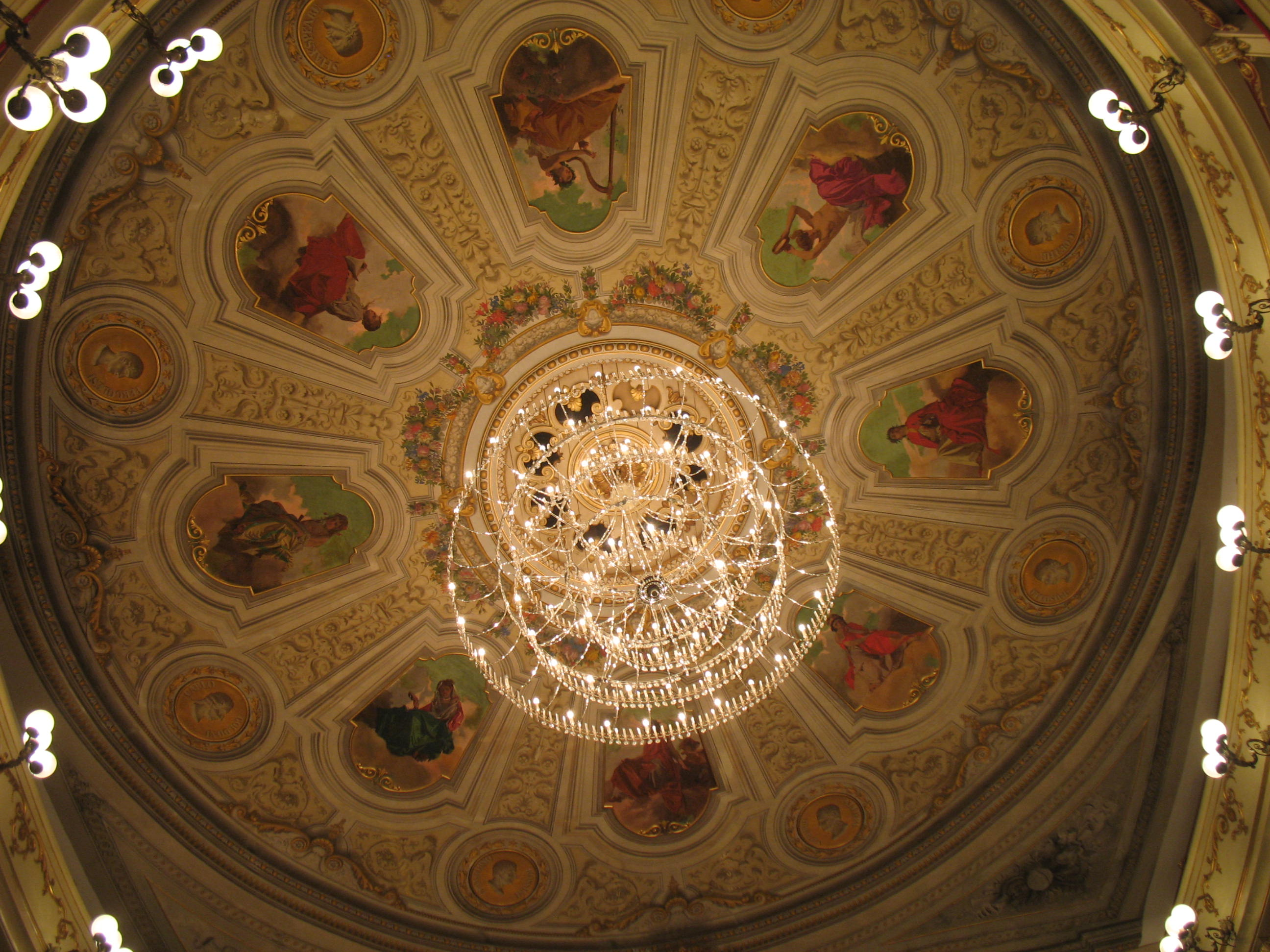
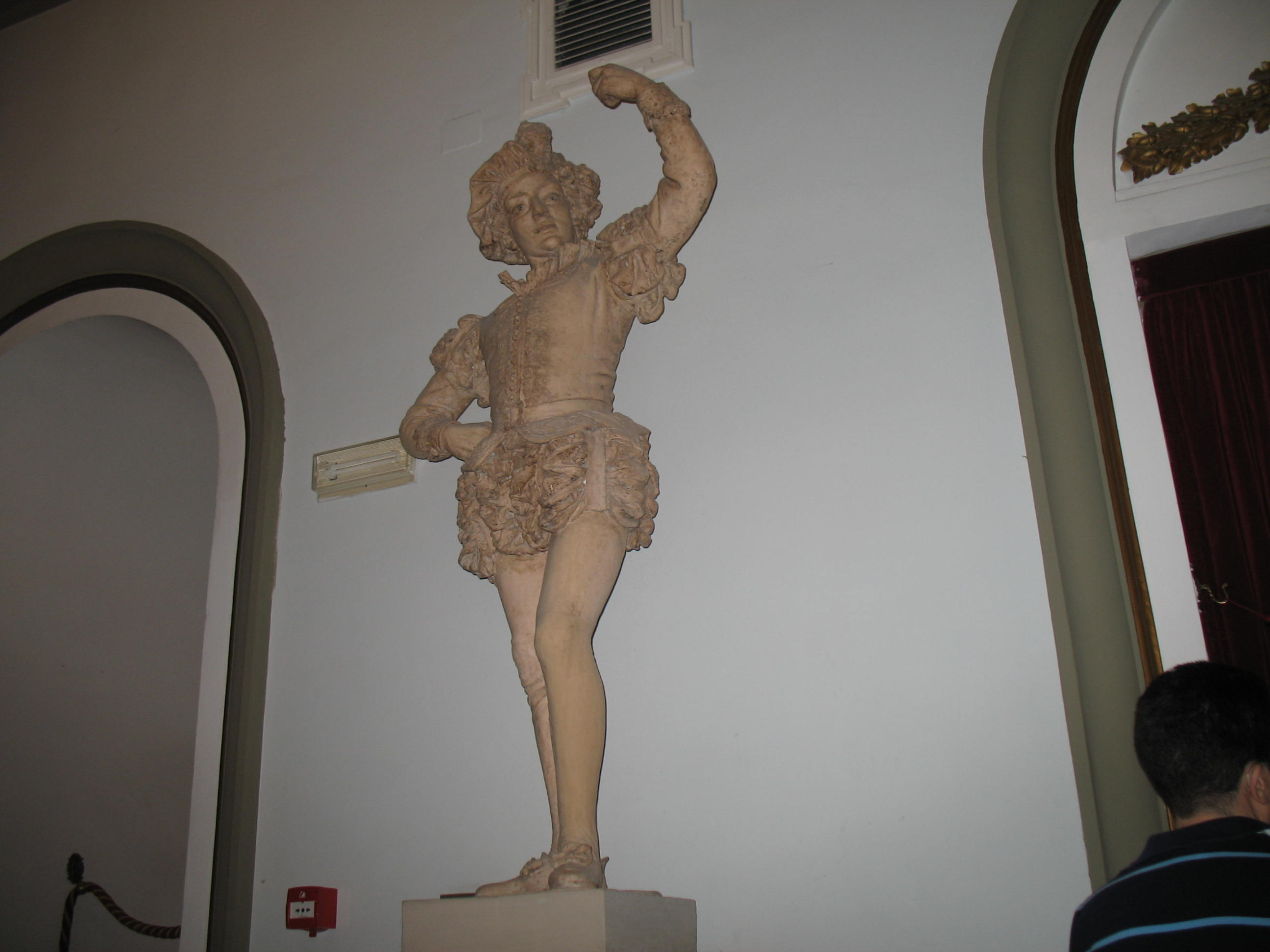
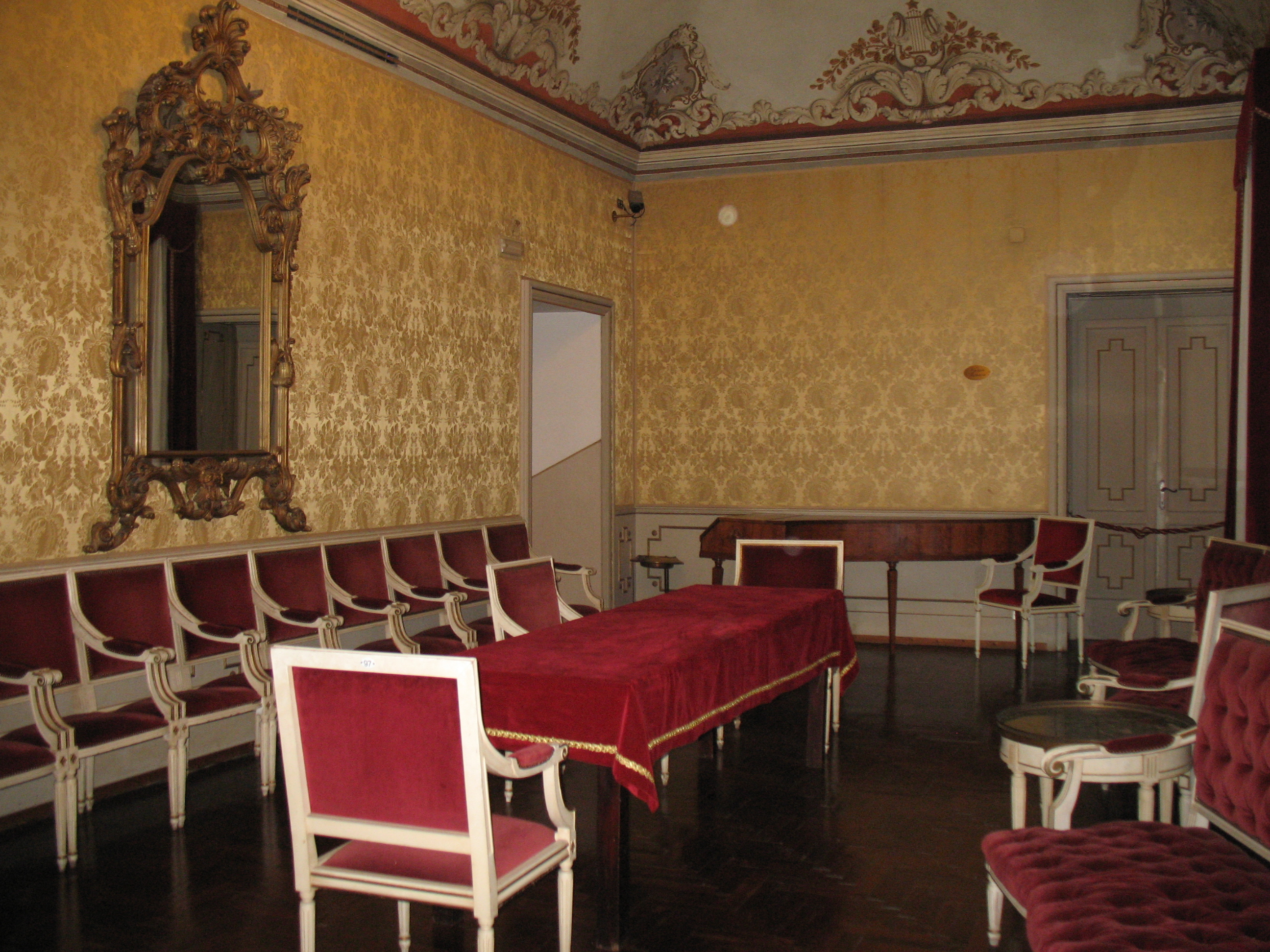